# Kiszka ziemniaczana

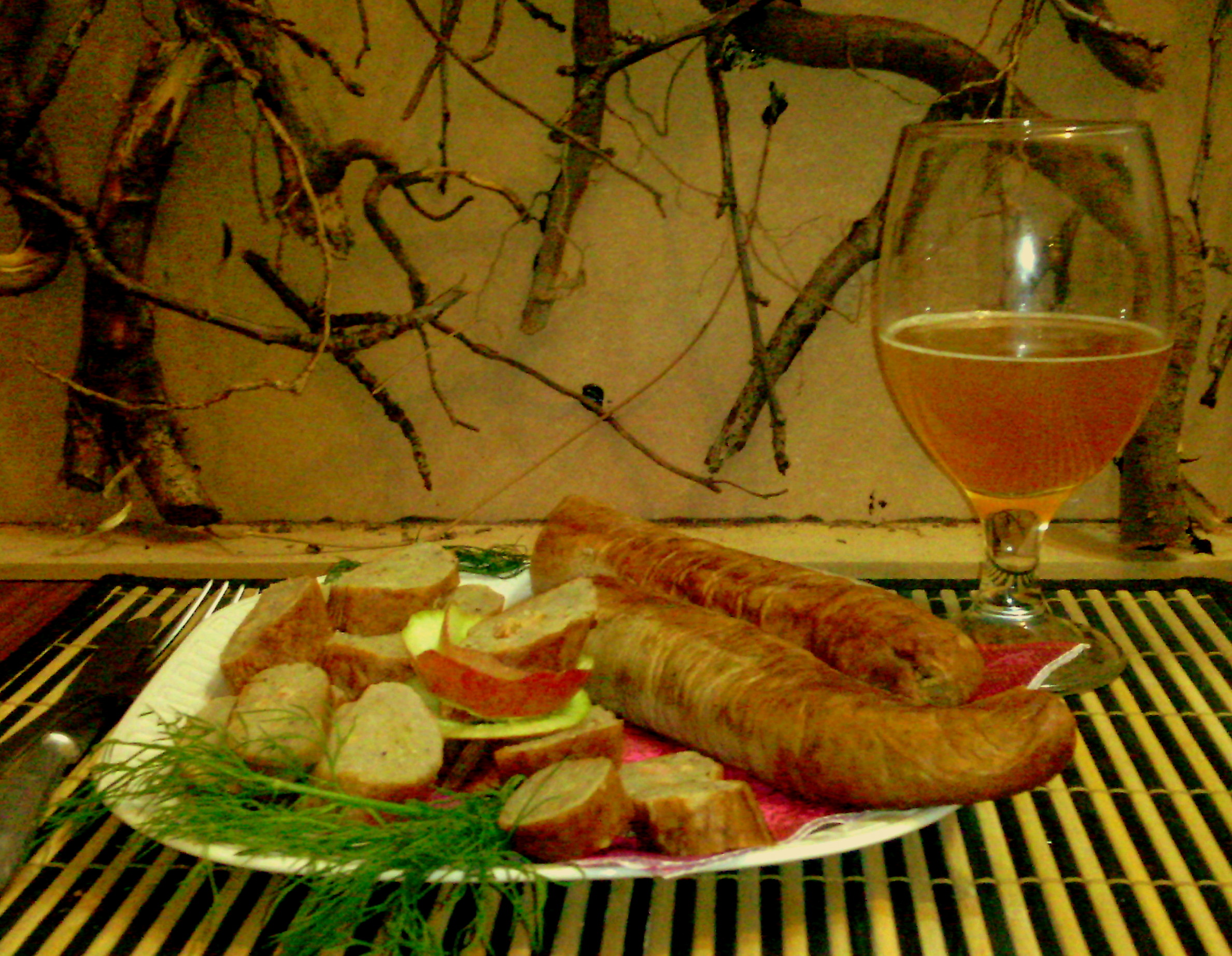
Kiszka ziemniaczana – tradycyjna potrawa kuchni białoruskiej

Kiszka ziemniaczana lub kiszka kartoflana – jelito wieprzowe wypełnione ziemniakami z mięsem wieprzowym, boczkiem lub słoniną.
W wersji polskiej jest to jelito wieprzowe wypełnione farszem, na który składają się surowe, starte na tarce obrane ziemniaki, skwarki z boczku i podsmażona posiekana cebula, upieczone w piecu lub piekarniku. Kiszka po upieczeniu wyglądem zewnętrznym przypomina rumianą, ciemnobrązową kiełbasę o chrupiącej skórce.
Kiszka ziemniaczana jest tradycyjną potrawą kuchni białoruskiej (po białorusku кішка бульбяная; w transkrypcji kiszka bulbianaja). W Polsce jest charakterystyczna dla kuchni województwa podlaskiego Ta pożywna potrawa ma swoje odpowiedniki także w kuchniach innych narodów Europy Wschodniej: kuchni rosyjskiej, ukraińskiej i litewskiej.
Mistrzostwa w pieczeniu kiszki i babki ziemniaczanej odbywają się co roku na przełomie maja i czerwca w Supraślu.

## Składniki
Głównym składnikiem kiszki ziemniaczanej są drobno starte na tarce i lekko odsączone surowe ziemniaki obrane ze skórki, do których dodaje się pokrojony w kostkę wędzony boczek i posiekaną cebulę, które zostały uprzednio przyrumienione na patelni. Składniki dodatkowe obejmują całe jaja i niewielką ilość mąki. Masę ziemniaczaną doprawia się do smaku solą, pieprzem, majerankiem i zmiażdżonymi ząbkami czosnku.
Składniki na kiszkę ziemniaczaną są takie same jak składniki stosowane do wypieku babki ziemniaczanej.

## Przygotowanie i pieczenie
Po dokładnym wymieszaniu ziemniaczaną masą nadziewa się luźno jelita wieprzowe, a ich końce zawiązuje. Wypełnione kiszki układa się w brytfance wysmarowanej tłuszczem, nakłuwa w kilku miejscach igłą i piecze w temperaturze 180 do 190 °C aż do uzyskania złocistobrązowego koloru.

## Charakterystyka
Po upieczeniu w piecu lub piekarniku kiszka ziemniaczana z wyglądu przypomina ciemnobrązową kiełbasę o rumianej i chrupiącej skórce z jelita wieprzowego. Wewnątrz ma kolor ciemnoszary z widocznymi kawałkami boczku. Z przekroju jest okrągła, a jej średnica zależy od grubości jelita i waha się od 2 do 6 centymetrów. Prawidłowo w dotyku powinna być jędrna.
W kuchni rosyjskiej odpowiednikiem kiszki ziemniaczanej jest kartofielnaja kołbasa (j.ros. картофельная колбаса).
Obrane ze skóry surowe ziemniaki są krojone w bardzo drobną kostkę i mieszane z cebulą startą na tarce, po czym dodawane jest surowe mięso wieprzowe pokrojone w kostkę oraz czosnek, liście laurowe, sól i pieprz do smaku. Po wypełnieniu jelit farszem i ich zawiązaniu, kiełbaski najpierw gotuje się w wodzie, a po ugotowaniu podsmaża na smalcu na patelni.
11 października 2017 produkt wpisany został na listę produktów tradycyjnych w kategorii Gotowe dania i potrawy w województwie mazowieckim.